# اشعار ژاپنی
شعر ژاپنی (انگلیسی: Japanese poetry) شعری معمول ژاپن، یا نوشته شده، گفته شده یا خوانده شده به زبان ژاپنی است، که شامل زبان ژاپنی باستان، ژاپنی میانه نخستین، ژاپنی میانه پسین، و زبان ژاپنی مدرن است، و همچنین شعر در ژاپن که به زبان چینی یا ریوکا از جزایر اوکیناوا نوشته شده است.